# 盾甲龍屬
盾甲龍屬（屬名：Scutosaurus）是種包覆者護甲的鋸齒龍類，身長約3.5公尺，生存於晚二疊紀的俄羅斯，大約是2億5400萬年前到2億5200萬年前。牠的屬名指的是牠們身上的大型骨板。牠們是大型無孔類爬行動物，而且不像其他爬行動物，牠們的腿是位在他們的身體底下，以支撐牠們的重量。

## 古生物學

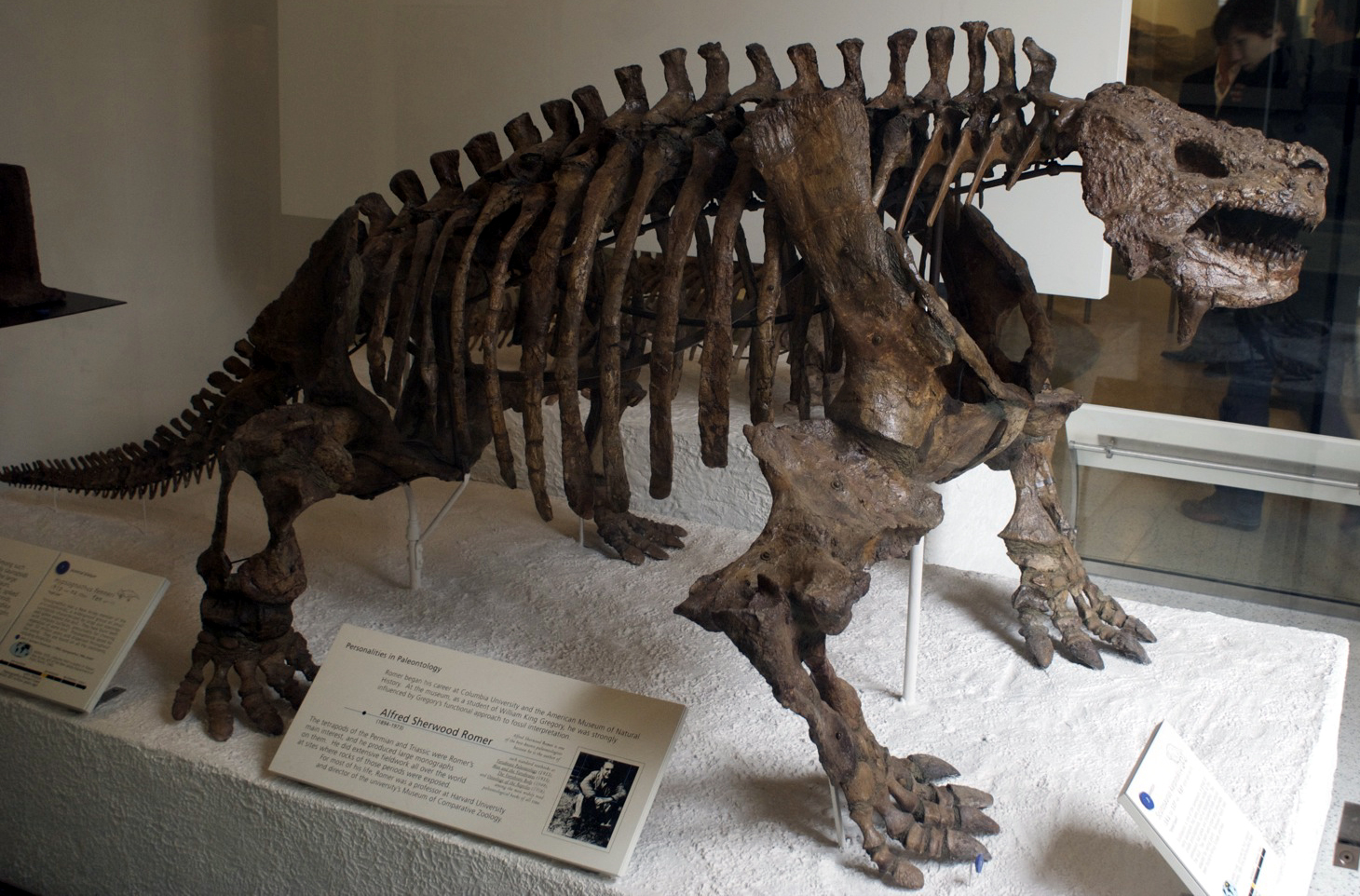
盾甲龍的骨架 - 美國自然歷史博物館

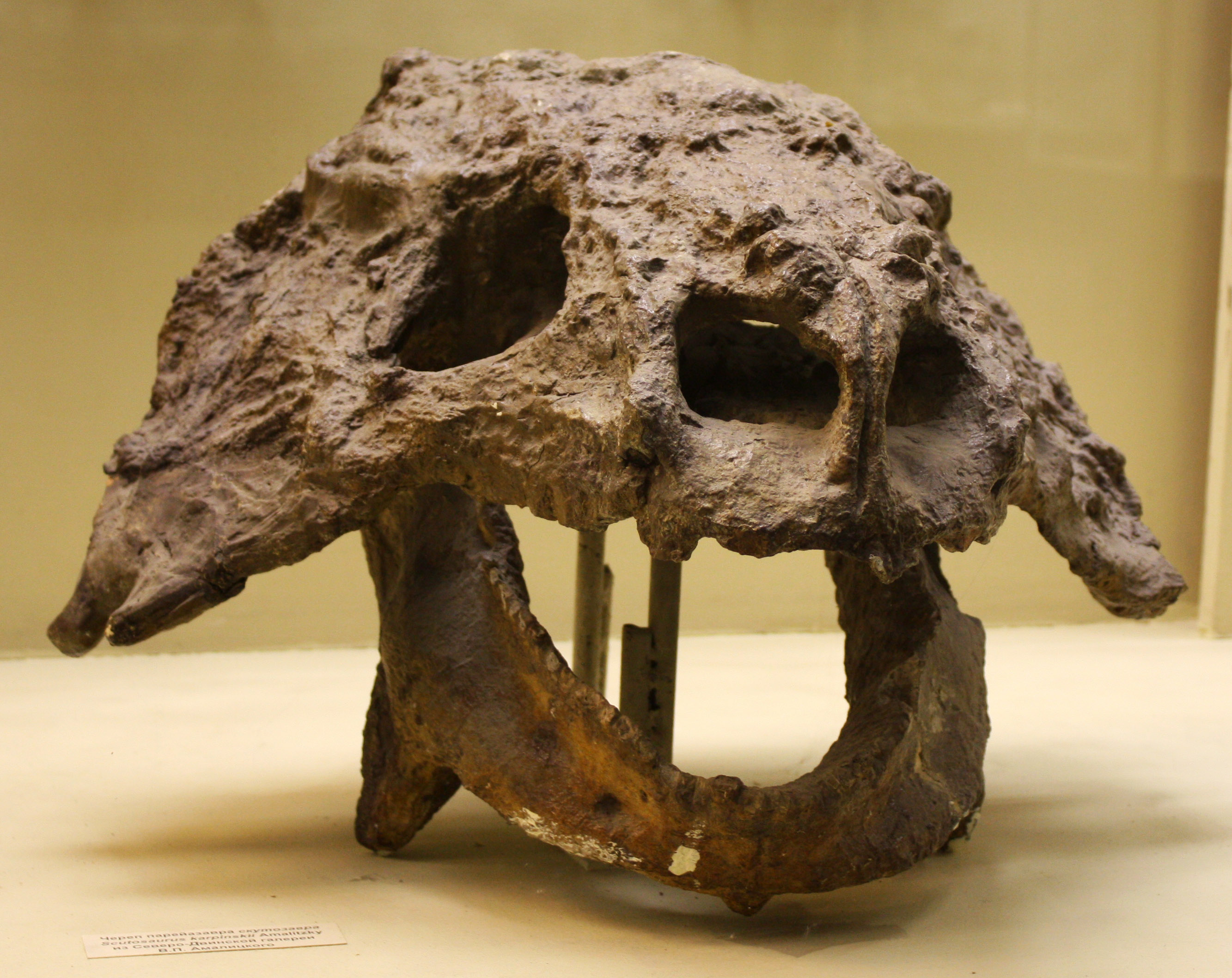
盾甲龍的頭骨

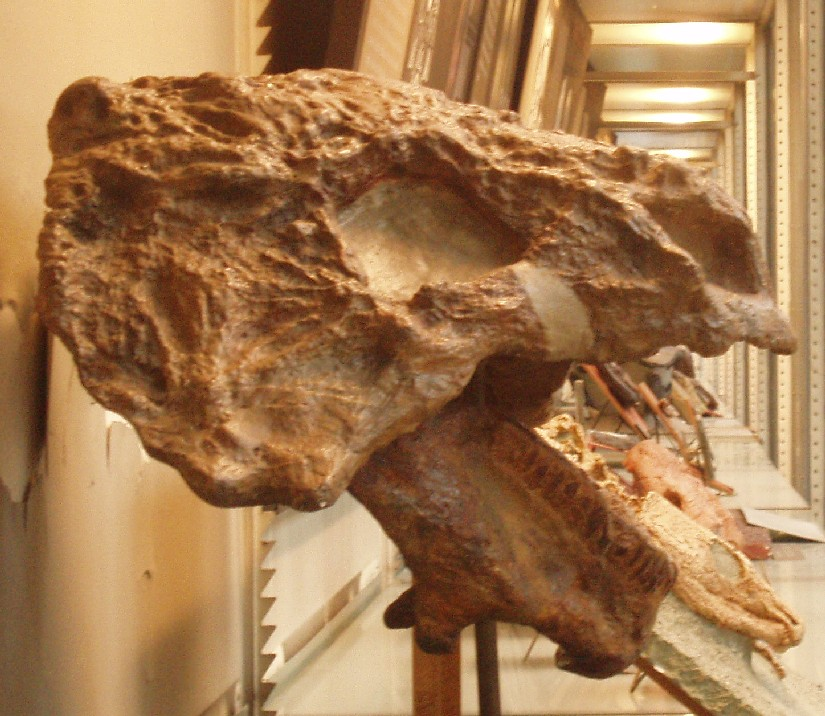
盾甲龍的頭骨

盾甲龍是草食性動物，可能成群生活，並適應當時盤古大陸的半乾燥氣候。牠們的牙齒平坦，可磨碎樹葉與樹枝。頰骨大，牠們可能可發出巨大聲音，作為求偶或警告用。盾甲龍有良好聽力，可聽到遠處的聲音。
牠們的體型非常巨大，可容納大型消化系統。牠們有粗短的腳趾以支撐牠們的重量。牠們的腿部短，所以無法長時間奔跑。盾甲龍的身體粗壯，尤其是頸部。頭部後方有多根骨刺，身體有多排堅硬骨質鱗甲，可防禦掠食動物的攻擊。

## 大眾文化
盾甲龍出現在《與巨獸共舞》（Walking with Monsters）電視節目裡，在該集裡，盾甲龍是種社會動物，並以群體遷徙。盾甲龍是大型麗齒獸的主要獵物。但麗齒獸不太可能獵食盾甲龍，麗齒獸生存於岡瓦那大陸的現今南非地區，而盾甲龍生存於勞亞大陸的現今西伯利亞地區。然而，俄羅斯的麗齒獸類狼蜥獸可能獵食盾甲龍。
盾甲龍也出現在《遠古入侵》（Primeval）電視節目。

## 參考資料

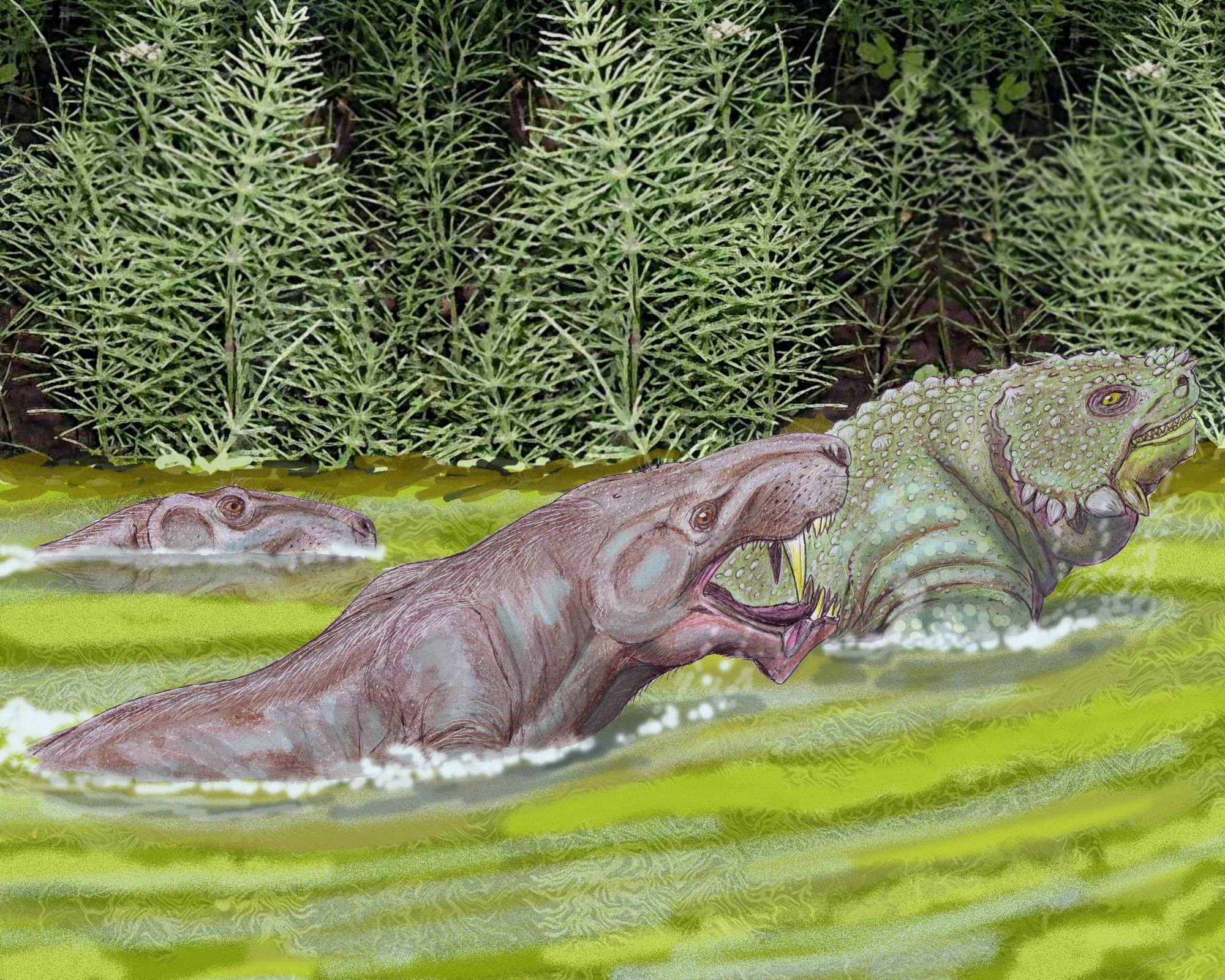
遭受狼蜥獸攻擊的盾甲龍

## 外部連結
- Scutosaurus, Gondwana Studios （页面存档备份，存于）